# Juan Hormaechea
Juan Hormaechea Cazón (Santander, 5 de juny de 1939 – 1 de desembre de 2020) fou un polític i advocat de Cantàbria, i president d'aquesta comunitat en dos mandats: entre 1987 i 1990, i entre 1991 i 1995.
El 1977 fou elegit alacalde de Santander, càrrec per al qual va ser reelegit el 1979 i el 1983.
El 1982 fou elegit President d'Unió de Centre Democràtic de Cantàbria. Presidí la Diputació Regional de Cantàbria el 1987 i continuà a ocupar el càrrec el maig de 1991, presentant-se per Unió per al Progrés de Cantàbria.